# Малое (Роменский район)
Малое (укр. Мале) — село,
Зарудянский сельский совет,
Роменский район,
Сумская область,
Украина.
Код КОАТУУ — 5924185003. Население по переписи 2001 года составляло 99 человек .

## Географическое положение
Село Малое находится на расстоянии в 0,5 км от села Червоногвардейское и на расстоянии до 2-х км — сёла Зиново, Зелёный Гай (Недригайловский район) и Перекор (Недригайловский район).
По селу протекает пересыхающий ручей с запрудой.